# Ottery St Mary
Ottery St Mary, connue sous le nom de « Ottery », est une ville et une paroisse civile à l'Est du Devon, en Angleterre, sur la rivière Otter, à environ 10 miles à l'est d'Exeter.

## Culture

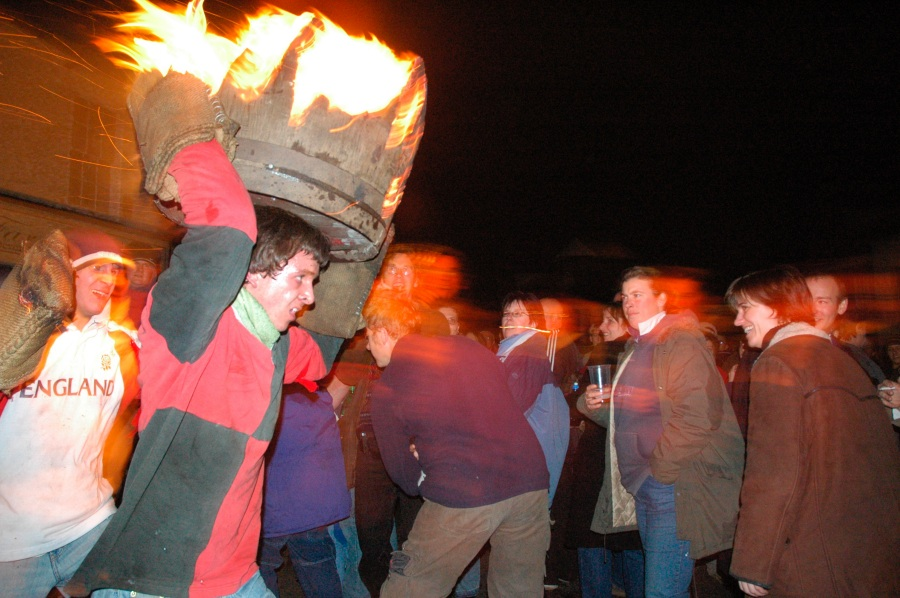
'Tar Barrels' en 2005.

Chaque année, le cinquième jour du mois de novembre, les jeunes du village participent au « Tar Barrels », une vieille tradition qui date du XVIIe siècle.

## Personnalités
- William Browne (1590-1645), poète pastoral, est mort à Ottery St Mary.
- Samuel Taylor Coleridge (1772-1834), poète romantique, y est né ; son père, le révérend John Coleridge, y était vicaire.
- John Duke Coleridge (1820-1895), barrister, juge et homme politique, y est né.
- Sir Ernest Satow, diplomate, y a passé sa retraite, de 1906 à 1929, dans une maison appelée Beaumont ; il y est enterré et une plaque apposée dans l'église marque son souvenir.

## Jumelages
La ville est jumelée avec :
- Pont-l'Évêque (Calvados) (France) depuis 1977[1],[2]
- Ilsfeld (Allemagne) depuis 2003[1]